# Красноярка (Северо-Казахстанская область)
Красноярка (каз. Красноярка) — село в Кызылжарском районе Северо-Казахстанской области Казахстана. Входит в состав Вагулинского сельского округа. Код КАТО — 595043400.
В 1,5 км к северо-западу от села находится озеро Никульское.

## Население
В 1999 году население села составляло 688 человек (331 мужчина и 357 женщин). По данным переписи 2009 года, в селе проживало 505 человек (246 мужчин и 259 женщин).

## История
Село образовалось в 1759 году.